# Aduna
Aduna ist ein Ort und eine Gemeinde (Municipio) in der Provinz Gipuzkoa im spanischen Baskenland. Sie hat 499 Einwohner (Stand: 2024).

## Geografie
Aduna liegt etwa zwölf Kilometer südsüdwestlich von der Provinzhauptstadt Donostia-San Sebastián. Der Oria begrenzt die Gemeinde im Südosten.

## Bevölkerungsentwicklung
| 1900 | 1950 | 1970 | 1981 | 1991 | 2001 | 2011 | 2021 |
| ---- | ---- | ---- | ---- | ---- | ---- | ---- | ---- |
| 379  | 482  | 443  | 327  | 296  | 327  | 452  | 482  |

## Sehenswürdigkeiten
- Kirche Mariä Himmelfahrt (Iglesia de Nuestra Señora de la Asunción)
- Christuskapelle
- Rathaus

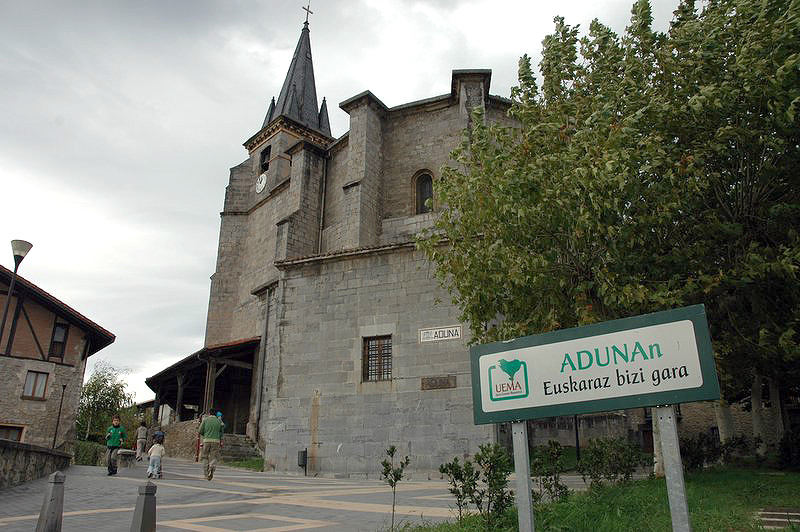
Kirche Mariä Himmelfahrt

## Persönlichkeiten
- Juan Kruz Igerabide (* 1956), Schriftsteller